# Trond Einar Elden
Trond Einar Elden, född 21 februari 1970, är en norsk tidigare nordisk kombinationsåkare som i klubbsammanhang representerade Namdalseid I.L.  i Trondheim.
Vid världsmästerskapen 1989 i Lahtis blev han yngste världsmästare någonsin, 15 dagar efter 19-årsdagen. I Falun världsmästerskapen 1993 tog han brons på 15 kilometer individuellt. Dessutom tog han två världsmästerskapsmedaljer i 3 x 10 kilometer med guld 1989 och silver 1993. Han vann också tävlingen i nordisk kombination vid Holmenkollen skifestival två gånger, 1989 och 1991.
1991 tilldelades Elden Holmenkollenmedaljen (samtidigt som Vegard Ulvang, Ernst Vettori, och Jens Weißflog). Han tog också silver på 3 x 10 kilometer lag i 1992 i Albertville.
Elden var också ganska framgångsrik i längdskidåkning, och under karriärens sista år tävlade han i sprintdistanserna. Han tränade senare det amerikanska skidlandslaget.
Elden fick motta Egebergs Ærespris 2004.
Han är bror till norske nordisk kombinationsåkaren Bård Jørgen Elden.